# Riverside South
El complejo Riverside South es un rascacielos actualmente en construcción en la zona de Canary Wharf, junto al río Támesis en Londres. El banco de inversión JP Morgan, adquirió un contrato por 999 (ley) en el lugar, con la intención de hacer el edificio para sus oficinas de Londres, pero la empresa ahora planea mudarse a un edificio existente en Canary Wharf, y no se sabe cuándo se completará la obra.

## Planificación
El desarrollo está siendo planificado por JP Morgan que adquirió un contrato en noviembre de 2008. Estará ubicado en el lado occidental de la Isla de los Perros, inmediatamente al sur de Westferry Circus en el borde del río Támesis. Este es uno de los pocos sitios que quedan en el área de los Docklands, que ha sido identificado como adecuado para la construcción del rascacielos.
La propuesta original estaba formada por dos torres, una de 214 metros (702 pies) y otra de 189 metros (620 pies), diseñados por Sir Richard Rogers. Estos fueron aprobados en el verano de 2004.
En abril de 2007, Canary Wharf Group presentó una solicitud con una nueva planificación para aumentar el tamaño del plan de 36.420 m² a 327.255 m². Confirmando que ya se estaba trabajando en el lugar, la torre 1 del esquema se incrementó de 214 metros (702 pies) a 235,64 metros (773 pies), mientras que la torre 2 se redujo de 189 metros (620 pies) a 185,84 metros (610 pies). El edificio contiguo a la mitad las torres se incrementó de 47 metros (154 pies) a 72 metros (236 pies). La licencia de obras se le concedió al nuevo diseño en Tower Hamlets, el 21 de junio de 2007. Una revisión menor estaba sometida a la aprobación en octubre de 2008, (que reducía la altura del edificio intermedio en 9m).
La torre más alta podría llegar a ser el edificio más alto de Canary Wharf, superando al One Canada Square por un metro (este localizado sobre una base AGL, sin embargo, One Canada Square esta colacado sobre una AOD, por lo que seguirá apareciendo más alto en el horizonte). El desarrollo combinado entre la fachada y la rivera del río y en términos de superficie útil será una de las oficinas más grandes en Europa.

## Construcción
Los trabajos en el terreno están en curso desde septiembre de 2007 y la construcción en elevación comenzó en marzo de 2010
A principios de 2007, JP Morgan considera el desarrollo como una opción para construir sus nuevas oficinas de Londres, lo que implicaría la reubicación de varias oficinas de la City de Londres. Inicialmente la empresa decidió quedarse en la City, pero en agosto de 2008 la compañía anunció los jefes habían firmado los términos para pasar a Riverside South y en noviembre de 2008 JP Morgan firmó un contrato por 999 para quedarse con los terrenos del lugar por 237 millones de £.
La empresa Canary Wharf Contractors Limited fue contratada para construir la estructura del sótano hasta el nivel del suelo. El trabajo sobre la losa del sótano de la Torre 1 se inició en julio de 2009, con el vertido de hormigón el los sótanos. Dos torres grúa fueron colocadas en el lugar en septiembre de 2009, pero se paralizó el trabajo en 2010. En diciembre de 2010, JP Morgan, anunció que transladaría a su personal empleado de Londres a 25 Bank Street, un edificio más pequeño en la zona financiera de Canary Wharf, Una vez abandoron la City su anterior oficina de Londres fue derrumbada por Lehman Brothers. JP Morgan espera completar Riverside South hasta la calle antes de decidir cómo seguir adelante con el proyecto, que esta ahora en un concurso de inversión.